# Lifelong Learning Service
El Lifelong Learning Service, también llamado LLS, es un modelo que tiene sus bases en la educación permanente, sus raíces provienen del término Lifelong Learning en el que el aprendizaje continuo brinda crecimiento constante al individuo con capacidad de repercutir en los aspectos primordiales en el ámbito personal, profesional, el entorno y la civilización. Está fundamentado en ofrecer enseñanza caracterizada por ser ilimitada, digitalizada, diversa y con recursos actualizables que den al aprendizaje opciones para especializarse en cualquier campo de estudio de manera autodidacta y a su propio ritmo.

## Antecedentes
El evento más cercano al Lifelong Learning Service tuvo su primera aparición como educación continua (continuous learning) en 1970, en el que tanto la UNESCO, la OECD (organización para el desarrollo y cooperación económica), y el Consejo Europeo discutieron sobre la necesidad de expandir la educación a través de la vida de las personas. La  importancia sobre este aspecto llevó a desarrollar múltiples reportes y estudios  en la década de 1990 que discutían nuevamente sobre el impacto de este tipo de formación para cualquier individuo, especialmente en el ámbito profesional, y que a partir de estos las empresas empezaron a entender los beneficios del entrenamiento de personal (capacitación de empleados).
Líderes como Inda Nooyi ex-CEO de PepsiCo han denotado la importancia y aplicabilidad del Lifelong Learning en el desarrollo de una organización pero también en la manera en que el aprendizaje continuo es un factor clave para renovar constantemente habilidades  que permiten dirigir correctamente cualquier empresa:
"You must continually increase your learning, the way you think, and the way you approach the organization. (Debes incrementar continuamente tu aprendizaje, la manera en que piensas, y la manera en que abordas la organización)"

## Actualidad
Un estudio hecho por Manufacturing Institute, socio de la Asociación Nacional de Manufacturas en Washington D,C, Estados Unidos también desveló en el año 2020 previo a la pandemia del coronavirus que casi el 80% de  los fabricantes del país estaban aumentando los esfuerzos de capacitación de sus equipos de trabajo sobre todo en habilidades sin desarrollar, utilizando métodos de aprendizaje continuo en el lugar de trabajo. El resultado final fue un crecimiento exponencial en el 74,8% de productividad de los trabajadores.
Debido a la globalización y al rápido avance de las tecnologías de la información y la comunicación, el sector educativo ha evolucionado y con ello la manera en que se accede al aprendizaje por medio de soluciones integrales, que compañías como Netflix o Amazon han logrado implementar alrededor de todos sus servicios convirtiéndose en modelos de referencia en el siglo XXI. En cuanto a la formación corporativa, la era digital también trasciende en empresas en sectores muy especializados generando formas novedosas de capacitación avanzada, que por medio de modelos como el Lifelong Learning Service perfeccionan habilidades de profesionales y licenciados a través de medios informáticos.

## Características
Un LLS (Lifelong Learning Service) tiene múltiples funcionalidades como herramienta tecnológica aunque sus principales características son su actualización permanente, adaptabilidad a empresa, respuesta eficaz y ritmo de estudio, atención inmediata, confiabilidad, multiplataforma, y orientación al alumno y accesibilidad como componentes esenciales para ofrecer educación a favor de la experiencia de usuario en el entorno digital.

### Actualización permanente
- Inclusión de nuevo material educativo que permite a los estudiantes conocer los avances más importantes en cada sector.
- Oferta de cursos equiparables a las condiciones reales del mercado.
- Creación de cursos innovadores que fomenten el crecimiento y transformación del estudiante.
- Contenidos actualizables, académicos e interactivos alineados a las prácticas modernas de los sectores económicos.

### Adaptabilidad a empresa
- Adaptabilidad al diseño e imagen del sitio web de las empresas que conservan la sensación favorable por parte del usuario.
- Flexibilidad de cara a la administración de procedimientos de responsables de recursos humanos de una organización, como por ejemplo el tipo de matrículas del personal de trabajo.
- Modelo de universidad corporativa con amplios cursos formativos implementado los requerimientos de una organización.

### Respuesta inmediata y ritmo de estudio
- Disponibilidad y acceso a la información de forma ilimitada en cualquier momento, lugar y dispositivo digital.
- Facilidad para el alumno para formarse a su propio paso y horario[6] permitiendo compaginar estudios con vida laboral.

### Atención inmediata
- Contacto inmediato con miles de expertos en consultas académicas.
- Resolución de problemas del usuario al utilizar las plataformas digitales de estudio, por medio de soporte técnico de forma práctica.

### Confiabilidad
- Objetividad en valoraciones por parte de alumnos que mejoren continuamente los materiales y cursos de una herramienta que permite optimizaciones notables.
- Transparencia en la información de cara a la reputación de imagen con resultados enviados por estudiantes.

### Multiplataforma
- Acceder a contenidos desde cualquier tipo de soporte en diferentes dispositivos móviles.
- Funcionalidad en recursos como documentos, material audiovisual, multimedia y demás sin restricción.

### Orientación al alumno
- Capacidad de sugerir formación idónea a quienes toman cursos directamente en las plataformas a través de la inteligencia artificial y conocimiento del usuario.
- Estructuración de itinerarios de forma autónoma (estudiantes), o elegida por las empresas que deciden qué educación recibe su equipo de trabajo.
- Posibilidad de convalidar el aprendizaje con másteres universitarios, luego de terminados correspondientes cursos académicos.

### Accesibilidad
- Licencias de software anuales con las que es posible su acceso por múltiples usuarios a la vez, e infinidad de recursos educativos, conservando su desempeño a través de plataformas en línea con tarifas fijas ahorrando tiempo y dinero a empresas.

## Funcionalidades técnicas
La tecnología madre del LLS está compuesta por soluciones tecnificadas que permiten tener control sobre todos los aspectos que integran planes formativos para empresas. Sistemas de gestión de recursos empresariales (ERP) que miden el desempeño de trabajadores, infraestructuras digitales en la nube que dan asistencia a usuarios contratantes de servicios, dashboards de métricas de rendimiento conforman el funcionamiento completo en este tipo de aplicaciones tecnológicas, y sistemas de gestión de aprendizaje (LMS) que integran herramientas de administración, distribución, y control en actividades formativas por Internet.

#### Sistemas de gestión de recursos empresariales
Son sistemas de información que permiten la obtención de datos en tiempo real dando a su vez reducciones en tiempos de operación, cuyo objetivo final es dar mejor servicio a los clientes. Debido a su capacidad de administración en la que las empresas buscan determinar el rendimiento de sus procesos les permite integrarse con tecnologías desarrolladas como plataformas Lifelong Learning Service en el espectro formativo, de modo que obtengan informes o cuadros de mando automáticamente, referentes al aprovechamiento de servicios para la enseñanza superior.

#### Servicios en la nube
Ofrecen servicios tecnológicos en la nube para sitios web y aplicaciones de empresa. Soluciones como Amazon Web Services lanzado en 2006 o Google Cloud Platform en 2008 facilitan la atención a usuarios finales por medio de la gestión de los proveedores de servicios de compañías a la vez que administran servidores para asegurar el óptimo desempeño que interviene durante cada interacción.
Empresas cuyo modelo de negocio es el LLS y que su objetivo principal es el de formar a personas a través de formación corporativa integral, gestionan altos volúmenes de información y archivos a partir de servicios en la nube. Amazon Web Services o Google Cloud Platform poseen servicios informáticos que permiten a este tipo de compañías actuar eficientemente ante eventos experimentados de millones de usuarios en plataformas digitales de forma segura.

#### Métricas de rendimiento
La medición es uno de los aspectos más fundamentales para las empresas, siendo que les permite medir el desempeño de sus actividades de forma que les permite gestionar apropiadamente todos sus recursos. Para Peter Drucker, consultor y experto de negocios  la clave del progreso está fundamentada en hacer constante medición:
“Lo que no se puede medir no se puede controlar; lo que no se puede controlar no se puede gestionar; lo que no se puede gestionar no se puede mejorar”
Plataformas emergentes de educación tales como el LLS están apoyadas sobre cuadros de control que dan cuenta de indicadores de cumplimiento en formación empresarial, recopilando información detallada sobre la proactividad de alumnos digitales, grado de terminación de estudios que estos toman así como también del crecimiento o decrecimiento de usuarios. A su vez, otra de las funcionalidades de estas herramientas integrales de formación es su capacidad de recopilar gran cantidad de Big Data utilizando encuestas de satisfacción sobre el nivel de funcionalidad y condiciones de cursos por parte de estudiantes en activo, durante o después de la culminación de los mismos.
Dado a las cualidades técnicas de los cuadros de mando, las métricas de rendimiento y recolección de información que forman parte de los LLS permiten constante optimización sobre aspectos de mejora, corrección y actualización de programas formativos y de la herramienta misma.

#### Sistemas de gestión de aprendizaje
Software especializado en crear, gestionar y distribuir actividades de formación, y que a su vez pueden realizar seguimiento a usuarios durante su proceso de aprendizaje, incluyendo funciones como mensajería, chat, videoconferencias o foros. Algunos de los más utilizados son Moodle, BlackBoard, Chamilo, Sakai, E-ducativa y Claroline. La integración de los LMS en el Lifelong Learning Service cuenta con características propias para el proceso de formación del estudiante:
- Flexibilidad: disponibilidad del sistema para realizar diferentes módulos o evaluaciones de acuerdo a su disponibilidad.[10]
- Centralización: capacidad de organizar la información y contenidos de uno o varios cursos, lo que facilita la localización de materiales y recursos en poco tiempo.[10]
- Efectividad: facilidad de ajustarse a los tiempos del estudiante, apoyado en calendarios y recordatorios que permiten seguir cursos con fluidez.[10]
- Evaluación continua: identificar los puntos clave sujetos de mejora del estudiante a fin de que pueda reforzar sus conocimientos y cumplir sus objetivos.[10]